# Jezioro Borzechowskie Wielkie
Jezioro Borzechowskie Wielkie – to najgłębsze i trzecie co do wielkości jezioro na Kociewiu. Połączone jest wąskim przesmykiem z jeziorem Szteklin. W pobliskich Wirtach znajduje się arboretum i ogród dendrologiczny.
Położone jest w gminie Zblewo (powiat starogardzki, województwo pomorskie), ok. 13 km od Starogardu Gdańskiego.
Powierzchnia zwierciadła wody według różnych źródeł wynosi od 237,7 ha do 240,0 ha.
Zwierciadło wody położone jest na wysokości 101,2 m n.p.m. lub 102,0 m n.p.m.. Średnia głębokość jeziora wynosi 11,0 m.
W oparciu o badania przeprowadzone w 1999 roku wody jeziora zaliczono do I klasy czystości.
Zaliczane jest do największych i najczystszych jezior Pojezierza Starogardzkiego. Na jeziorze znajduje się kilka wysp. Na największej z nich, Wyspie Starościńskiej (4 ha), można zobaczyć fragmenty ruin zamku, który w latach 1581-1772 był siedzibą Starostów Kociewskich.